# 日本の新聞

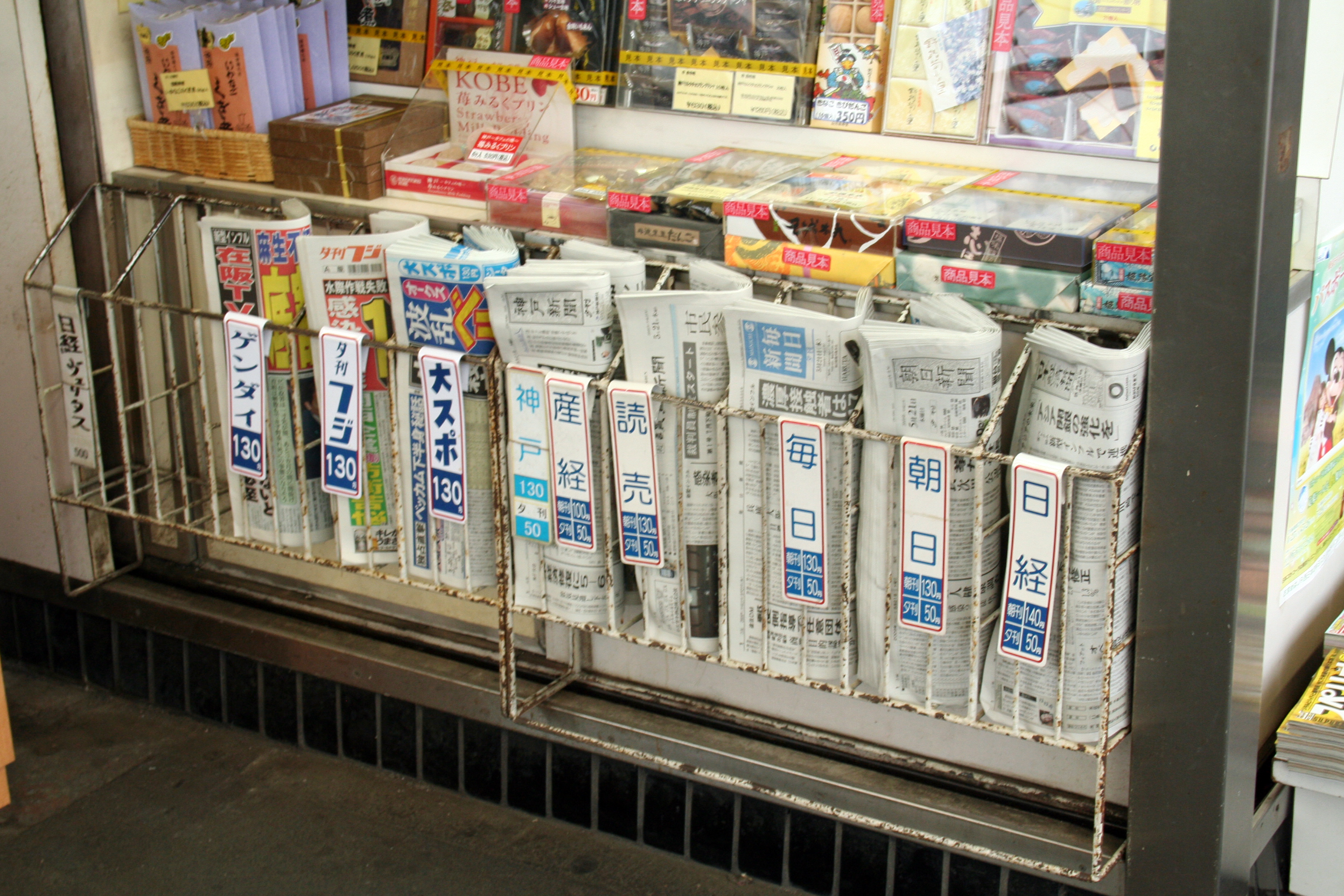
駅売店に陳列される販売用新聞（一般紙・夕刊紙）

日本の新聞（にほんのしんぶん）では、日本における新聞について記す。

## 概説
日本の新聞誕生は、江戸時代末期、1860年代のことである。それ以前には、17世紀初めから19世紀後半まで社会的事件が起きた際に、「読売」や「瓦版」と総称される粘土版や木版の一枚刷りのビラが売られていた。現存する最古の瓦版は1614年〜1615年の大坂の陣を記事にしたものである。現在の紙媒体の新聞は、幕末から明治時代に欧米を真似て作り、国民に広まった。新聞という言葉は幕末に作られた造語である。
日本の新聞は大きく分けて、広い分野を扱う一般紙と、スポーツや株式・産業など、特定の分野を重点に扱う専門紙に大別される。日本において新聞を制作・発行する企業は新聞社と呼ばれ、株主に関して法律による定めによって制限がおかれており、新聞社の事業としては、新聞の発行のみならず、雑誌や書籍の出版事業、各種イベントの主催（例：『毎日新聞』または『朝日新聞』と高野連による高校野球大会、『読売新聞』による箱根駅伝、『産経新聞』と日本将棋連盟による棋聖戦）といった文化事業も行っていることが多い。その他、企業等の広報誌制作業務の受託（取材から印刷まで引受け）も行う。新聞社によっては重要な収入源になっていることもある。また、印刷工場の余力を生かし、他紙（例えば宗教団体の機関紙等）の印刷業務を引き受け収益をあげている社もあり、新聞販売や広告収入以外にも収入源を確保するよう経営の安定化に務めている。公共性が求められる代表的なものとして、大辞林・大辞泉などでは公器（おおやけのもの、公共の機関）の使用例（「新聞は社会の公器」など）として用いられている。また新聞特殊指定により、再販売価格維持制度で保護されている。
主な業界団体として、1946年に設立された日本新聞協会があり、各種業界のルールや倫理規定を制定している。
近年、日本の新聞は諸問題を抱え、諸外国同様に過渡期を迎えている。記者クラブ問題などから、上杉隆など、新聞に対する信憑性を疑問視する論客も多くなった。再販売価格維持制度も新聞販売店を圧迫するなどしており、新聞の売れ残りを地域の新聞販売店が負担させられてしまうとして問題になっている。一方で『石巻日日新聞』が東日本大震災時に壁新聞で被災者に情報を伝えたことが「信頼できる情報源」として評価され、国際新聞編集者協会の特別賞を受賞するなど、報道が評価されることもある。また、『日本経済新聞』のように、電子媒体で部数を伸ばす新聞もある。
なお、著作権については、発行後50年以上を経た記事や写真でも、著作者の本名か周知の変名を付し公表されたものは著作者の死後50年保護されるなど、特定の場合は著作権が切れていないことがあるので注意が必要である。
公職選挙法では「この法律に定めるところの選挙運動の制限に関する規定（中略）は、新聞紙（これに類する通信類を含む。以下同じ。）又は雑誌が、選挙に関し、報道及び評論を掲載するの自由を妨げるものではない」としており、ここでいう新聞は「毎月三回以上有償頒布するものであること」、「第三種郵便物の承認のあるものであること」と定めている。選挙に関する報道をする日本の新聞は、この条件を満たす必要があるが、業界紙では満たしていない場合もある。

## 歴史

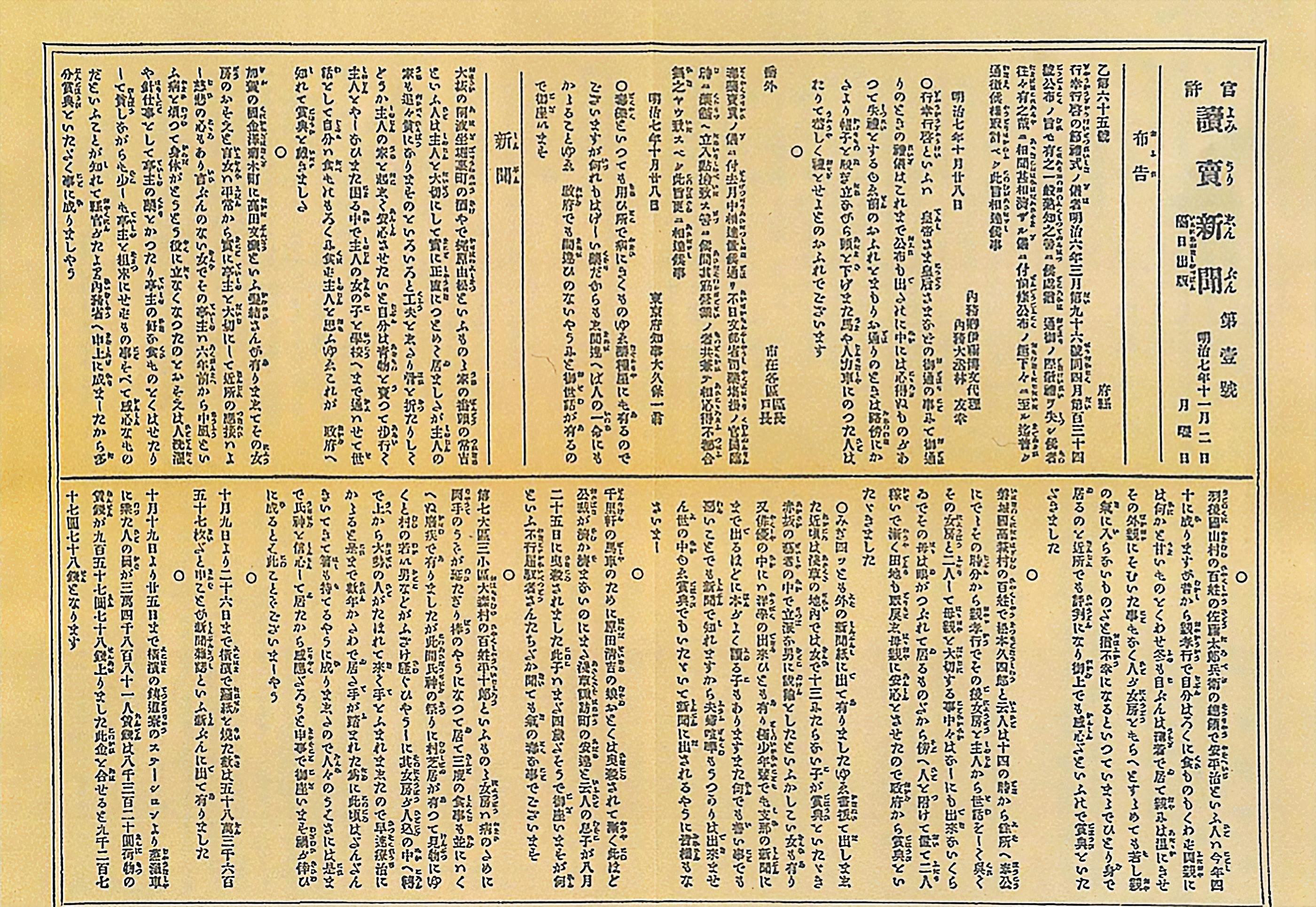
1874年11月2日付の読売新聞

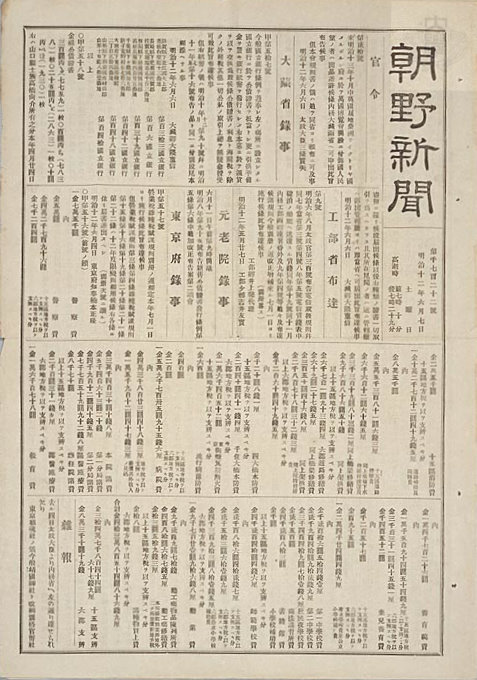
1879年6月7日の紙面（朝野新聞）

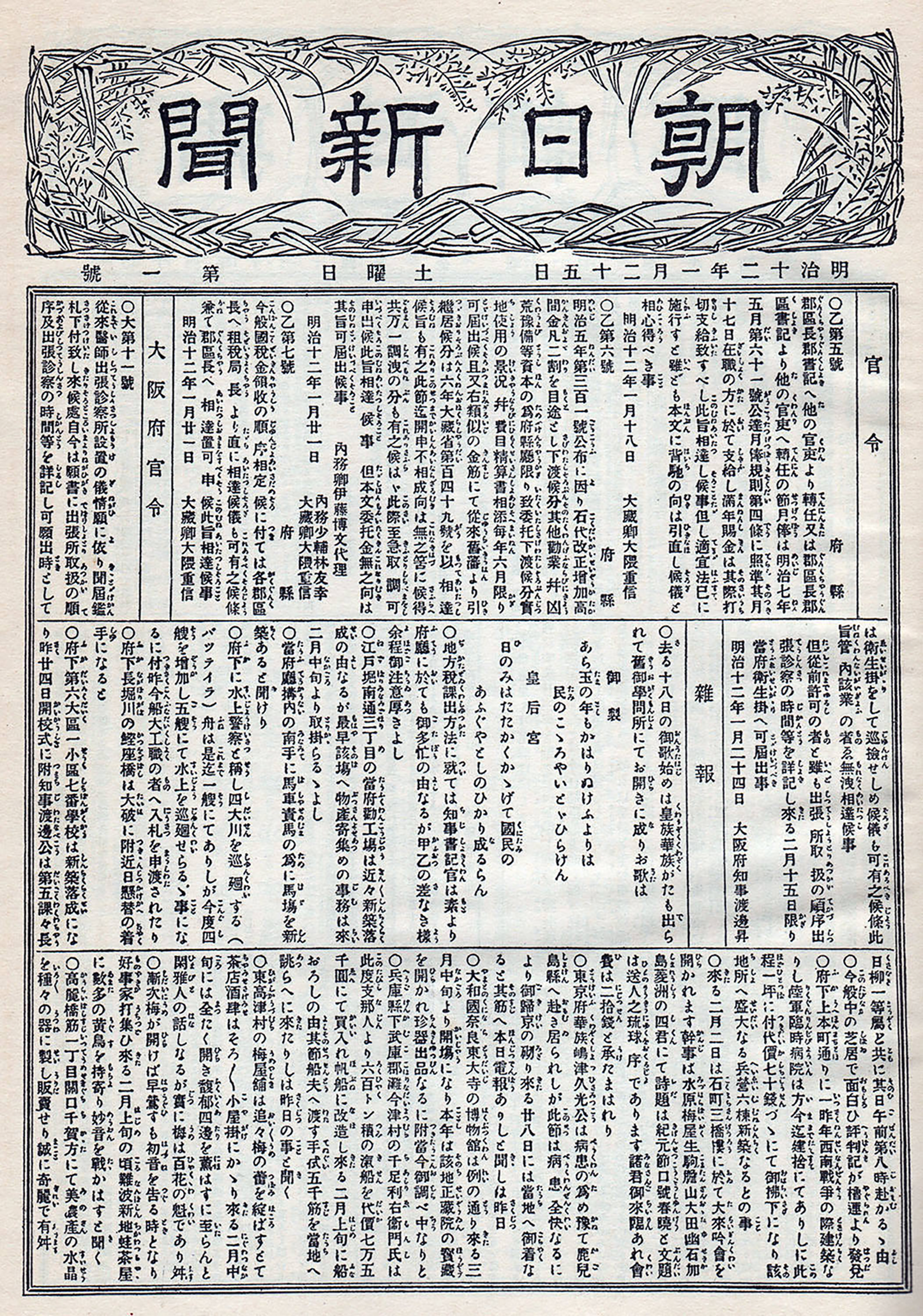
1879年1月25日付の朝日新聞

日本の新聞誕生は、江戸時代末期、1860年代のことである。

### 外国からの新聞の流入と翻訳
日本の近代的新聞は、アルバート・W・ハンサードが1861年6月22日（文久元年）に『ナガサキ・シッピング・リスト・アンド・アドバタイザー（Nagasaki Shipping List and Advertiser）』、同年11月23日横浜でその後身『ジャパン・ヘラルド（The Japan Herald）』を発刊したことに始まる。これに1863年『ジャパン・コマーシャル・ニュース（The Japan Commercial News）』、1865年『ジャパン・タイムズ（The Japan Times）』（現在も発行）が続いた。これらは外国人による外国人向けの外国語新聞、居留地新聞であった
1862年1月（文久2年）、バタビアのオランダ総督府機関紙『ヤバッシェ・クーラント（Javasche Courant）』の蕃書調所による和訳版、初の日本語新聞『官板バタヒヤ新聞』（同年8月『官板海外新聞』と改題）が刊行。外国の新聞の翻訳が進み、ジョセフ・ヒコ（浜田彦蔵）により1964年『新聞誌』（翌年5月『海外新聞』と改題）、イギリス人宣教師ベーリーにより1967年万国新聞紙が創刊した。

### 明治政府と近代新聞の萌芽
明治時代に入ると、文明開化の流れに乗って新聞が多数創刊された。1868年に小冊子形態の新聞が刊行され、同年には佐幕色の『中外新聞』、『江湖新聞』が創刊された。同年の太政官布告により官許がない出版物の発行が禁じられたことで佐幕色の新聞は軒並み廃刊になり、政府系の『太政官日誌』、横浜居留地で発行されていた『横浜新報もしほ草』（1870年まで存続）などが残った。
そんな中で明治維新の元勲の一人である木戸孝允は新聞の必要性を認識しており、1869年、明治政府は新聞紙印行条例を布告し、正式に新聞の発行を認めた。

### 近代新聞の創刊と言論弾圧
1871年には日本最初の日刊紙である『横浜毎日新聞』が創刊される。1872年には『東京日日新聞』（現在の毎日新聞）、『郵便報知新聞』などがそれぞれ創刊された。明治政府は新聞の普及が国民の啓蒙に役立つという認識から、新聞を積極的に保護する政策を取った。当時の明治政府は日本各地に無料の新聞縦覧所や新聞を人々に読み聞かせる新聞解話会を設置したほか、新聞を公費で買い上げたり郵便で優遇したりして各新聞社を支援していた。
1874年に民選議院設立建白書の提出などを契機として自由民権運動が盛んになると、それまでの御用新聞より民権派の勢力が強くなり、政府に批判的な論調が目立つようになった。こうしたことから明治政府は1875年に新聞紙条例、讒謗律を制定して新聞の言論弾圧に乗り出した。この頃の新聞は、政論中心で知識人を対象とした「大新聞」と娯楽中心で一般大衆を対象とした「小新聞」に分かれていた。
1878年5月15日に「朝野新聞」が大久保利通を殺害した島田一郎らの斬奸状を掲げ、7日間の発行停止を命じられた。初の日刊新聞発行停止である。
1874年に『読売新聞』、1879年に『朝日新聞』が創刊。1894年からの日清戦争、1904年からの日露戦争の戦時報道、1905年9月1日の『大阪朝日新聞』には「天皇陛下に和議の破棄を命じた賜はんことを請い奉る」という記事と8月29日のポーツマス条約の講和条件を引用などの新聞報道により起きた民衆の暴動事件日比谷焼打事件、その後の全新聞による「警視庁廃止」の論陣などを経て、従来の論説中心から報道取材が行われるようになる。1909年には新聞紙条例を経た新聞紙法が制定される。
1890年、記者クラブ誕生。
1918年の米騒動の際、寺内正毅内閣総理大臣は新聞報道を禁止し、それに対する記者大会の報道で『大阪朝日新聞』が革命を示唆したとして、当時の朝憲紊乱罪に該当するものとして弾劾されている（白虹事件）。
1923年9月1日の関東大震災の際には、電話回線に大きな被害が出た上、陸上交通もほとんど途絶となり、各新聞で記事の制作が困難となった。震災当時、大阪朝日新聞では東京から電話で原稿を読み上げてもらって記事製作中であったが、電話回線途絶によりそれが不可能となった。このため、新聞は真偽不明のデマも載せざるを得なくなり、一部の新聞が9月3日・4日に、内務省警保局の意図的に発した“朝鮮人により放火・爆破がされている模様、暴動に警戒すべし”の電報指令を報道記事にした為、朝鮮人などの虐殺事件を引き起こした。このことは日本の新聞史上の汚点といえる。また、この震災で東京の新聞社は大打撃を受け、その後は大阪に強いバックを持つ『東京朝日新聞』と『東京日日新聞』が躍進した。また、東京発祥の『読売新聞』は、当時わずか5万部という弱小紙であったが、警視庁警務部長を難波事件で辞職した正力松太郎が経営権を取得し、当時の新風俗、ラジオ放送、将棋、ボクシング等を取り上げた紙面で好評を博し、『東京朝日新聞』『東京日日新聞』の大阪資本2紙に勝る勢いで部数を伸ばした。

### 第二次世界大戦と新聞
第二次世界大戦、太平洋戦争中は、政府情報局による新聞統制が敷かれて戦意高揚以外の内容は許されなかったが、政府発表による戦意高揚を煽ることもあった。戦争中に行われた新聞統合や一県一紙制の導入は、現在に至るまで大きな影響を与えている。当時は政府や軍部の公式発表である大本営発表を恒常的に掲載したが、多くは戦果を大幅に誇張して損害を矮小化した虚偽報道で、国民は事実と異なる日本軍の戦果を知らされていた。南方戦線から生還した山本七平は戦後に、市井のひとびとが「この戦争は日本海海戦のような一大決戦が最後にあり最後にかならず勝てる」と思っていたことに強く衝撃を受けた、と語っている。2005年に日経ビジネス人文庫で刊行された山本の『孫子の読み方』によれば、敗戦当時の日本軍は決戦可能な状況ではなかった。1941年1月11日新聞紙等掲載制限令が公布された（勅令）。5月28日、（社）日本新聞連盟が設立。12月1日、新聞共販制が発足し、同中央本部は1942年10月26日（社）日本新聞配給配給会に改組された。1941年12月13日、新聞事業令が公布された（勅令）。1942年2月5日に、日本新聞会が設立された。1943年10月11日に、夕刊の日付が発行日に変更され、1944年3月6日に、全国の新聞で夕刊が廃止され、11月1日に朝刊2ページになった。1945年3月1日、日本新聞会は解散し、（社）日本新聞公社が設立され、戦後9月26日日本新聞連盟に改組された。
1945年7月27日に論評なしにポツダム宣言の存在を新聞に公表すると、7月28日に『読売報知』は「笑止、対日降伏條件」、『毎日新聞』は「笑止!米英蒋共同宣言、自惚れを撃破せん、聖戰飽くまで完遂」「白昼夢 錯覚を露呈」、などと報道したことから政府は再び論評を発表し、鈴木貫太郎首相は7月28日の記者会見で「共同聲明はカイロ會談の焼直しと思ふ、政府としては重大な価値あるものとは認めず「黙殺」し、斷固戰争完遂に邁進する」と述べたと毎日新聞は1945年7月29日の紙面で報じ、翌日に『朝日新聞』は「政府は黙殺」などと報じた。「昭和20年7月27日に論評なしに黙殺」は「特に何の意見も言わない」の意だが、日本の同盟通信社は「全面的に無視」の意で「ignore it entirely」と訳し、ロイターとAP通信は「拒否」の意で「Reject」と訳して報じた。
3月の東京大空襲で治安が悪化し地方の交通手段が悪化したことから、都市圏以外の地方都市へ向けた新聞の輸送が困難になり、全国紙（中央紙）の輸送を東京・大阪・福岡の3大都市とその周辺府県のみに制限し、残りを地方紙と合同題字とする「持ち分合同」とした。

### 戦後、占領下の日本と新聞
第2次世界大戦が終結した翌日の1945年8月16日の『毎日新聞』は、8月15日に皇居前で整然と土下座した人々を「“忠誠足らざるを”詫び奉る（宮城前）」として7段抜きと合成と修整を加えた写真を掲載して『朝日新聞』や『都新聞』など他紙に先んじて報じた。
1945年9月19日にGHQがプレスコードのSCAPIN-33「日本に与うる新聞遵則」を発令し、9月21日発布された。

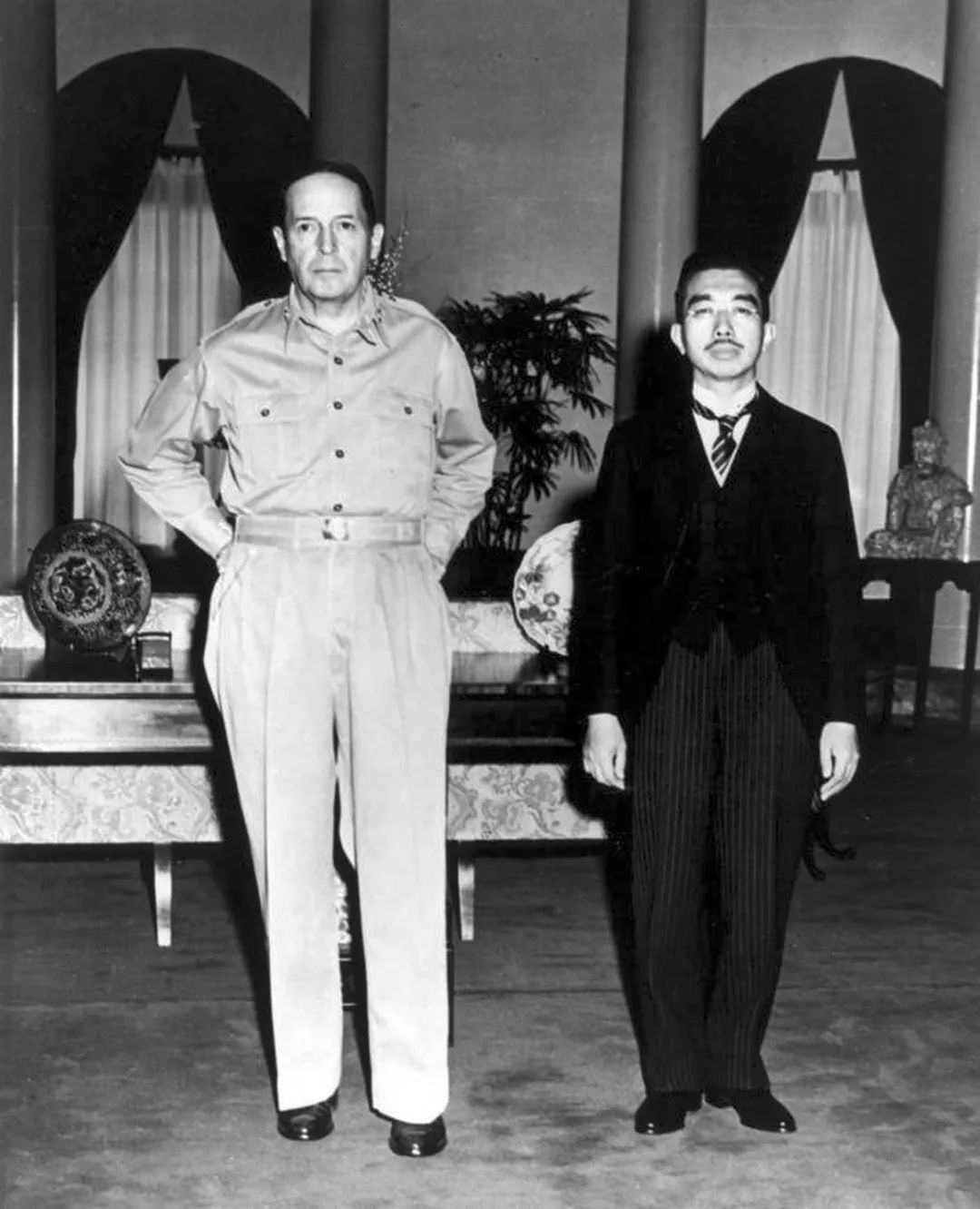
昭和天皇との会見（1945年9月27日）

内閣情報局は、昭和天皇とダグラス・マッカーサー総司令官が9月27日に会見時の写真を掲載した29日付けの新聞を発売禁止と処分したが、新聞検閲権限は無いとしてGHQは処分の即時解除を命令した、と翌30日の新聞は報じた。占領軍将兵の犯罪など連合国軍に関する記事は、プレスコードで検閲されていた。10月9日、GHQは、東京5紙に事前検閲を開始した。
産経新聞社編・扶桑社文庫で刊行した『新聞記者 司馬遼太郎』は「旧来の新聞が軍国主義に大きく加担していたことから勢力を削ぐため、GHQは貴重である紙を旧来の社に少なく新興の社に多く配給して新たな媒体の育成を図り、新たな新聞を次々に誕生させた」と記している。
戦後発祥の新聞で長く発行されたものは『栃木新聞』、『日刊福井』、『新大阪』、『奈良新聞』、『岡山日日新聞』、『日刊新愛媛』、『フクニチ新聞』、『鹿児島新報』、『沖縄タイムス』など第二県紙が多い。京都は多くの新聞社が生まれたが経営基盤が弱く短期間で消滅した。全国紙は1942年に諸経済紙を統合して1950年に一般紙になった産経新聞のみで、地方紙は奈良新聞と沖縄タイムスのみである。
1945年に『読売新聞』社長の正力松太郎がA級戦犯容疑で逮捕され、巣鴨拘置所に収容される。1947年に不起訴で釈放されるも公職追放されて『読売新聞』を退職する。1951年に追放解除で『読売新聞』に復帰する。
1946年7月23日、日本新聞協会の創立に当たって（旧）新聞倫理綱領が制定された。7項目の綱領のうち、「新聞の自由」に次いで「報道、評論の限界」が掲げられ、新聞は自らの節制により限界を設けることとされた。2000年に制定された現在の新聞倫理綱領では、「言論・表現の自由を守り抜くと同時に、自らを厳しく律し、品格を重んじなければならない」とした上で、自由と責任、正確と公正、独立と寛容、人権の尊重、品格と節度の5項目を自らに課している。
1946年11月12日、『読売新聞』は「漢字を廃止せよ」との社説を掲載し漢字廃止（国語国字問題参照）を主張した。
1948年には、日本新聞協会が新聞社の編集方針を定めたとされる編集権声明を発表。
1950年代に民間放送の設立が認められると、各新聞社はこぞって自己資本による放送局の設立に乗り出した。当時設立された民間放送局のほとんどは新聞社の強い影響下に置かれることになり、新聞は放送業界においても大きな発言力を持つようになった。民放のネットワークは、すべて五大紙の系列に属している。

## 主な新聞
| 新聞         | 論調     | テレビ     | 発行部数 |
| ------------ | -------- | ---------- | -------- |
| 朝日新聞     | 中道左派 | テレビ朝日 |          |
| 読売新聞     | 中道右派 | 日本テレビ |          |
| 毎日新聞     | 中道     | TBSテレビ  |          |
| 日本経済新聞 | 中道右派 | テレビ東京 |          |
| 産経新聞     | 極右     | フジテレビ |          |
| 東京新聞     | 左派     | TOKYO MX   |          |

## 印刷の変遷
日本の新聞の歴史は、紙などが庶民に普及し出した江戸時代にみることができる。有名な物では、瓦版と呼ばれるもので、亙に文字を彫り込み、凹版印刷の要領で多量に印刷し、作るものである。
明治期になるとヨーロッパなどから活字印刷技術が導入され、凸版印刷が主流になる。
昭和中期に入ると鉛板に活字を彫り、1枚の板状の凸版印刷となる。
昭和後期から平成期になると、印刷にコピー機の原理が加わる。レーザーを使用したフィルムプリンタの登場により、新聞紙面大のフィルムに文字を焼き付け、現像。ネガであるため白抜きの文字になる。以下は、液体コピー機の原理と同じである。作成したフィルムをフィルタとして大型の感光ドラムに照射し、感光ドラムまたは感光フィルム（以下感光体）の表面電位を変化させ、感光体に文字を電位変化という形で作成する。次に液体トナーと呼ばれるインク物質を感光体に触れさせ、電位変化のあった感光体の文字部分にインクを付着させる。次に紙と触れさせ転写を行う。カラー印刷を行う場合は、4色の色別に印刷機が組み合わされる。
また、新聞の印刷は1980年代前半ごろまでは鉛版を使い、手作業で紙面を製作していったが、1980年代後半以後からは、CTS（コールドタイプシステム）という方式を採用し、紙面作成のイメージをDTPで組み立てるようになり、紙面作成・印刷までの時間の大幅な時間短縮にもつながった。更に、同時期ごろまで、全国紙の場合は、主に発行本社が所在する北海道（札幌市）、東京都（千代田区・中央区）、愛知県（名古屋市）、大阪府（大阪市）、福岡県（福岡市・北九州市）か、それに近い近隣府県の印刷工場で印刷を行い、そこから航空便、船便、鉄道輸送を使って遠隔地に向けて新聞を配送していたため、遠隔地や離島では、情報格差の開きが懸念され続けたが、1980年代後半以後は、印刷技術向上が進み、地方都市に自社印刷工場を建設したり、あるいはコスト削減の目的で地方紙と提携し、地方紙の印刷工場を使い、電話回線（NTTデジタル回線網）や、通信衛星を使って、現地印刷による紙面発行が可能となり、情報の格差縮小にもつながっている。特に日本経済新聞は自社工場のほか、地方紙への委託印刷を積極的に進めている（当該項参照）。

## 題字の「新」の字体

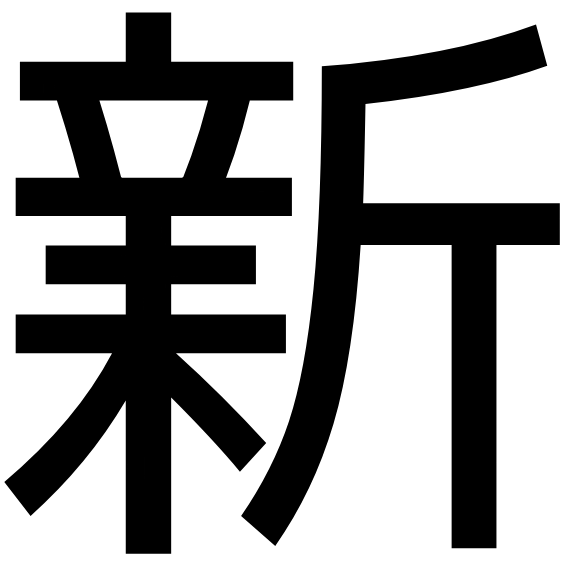
「新」の非常に古い字体（本字）「𣂺」。偏の部分の横画が1本多く、「木」の部分が「未」になっている。

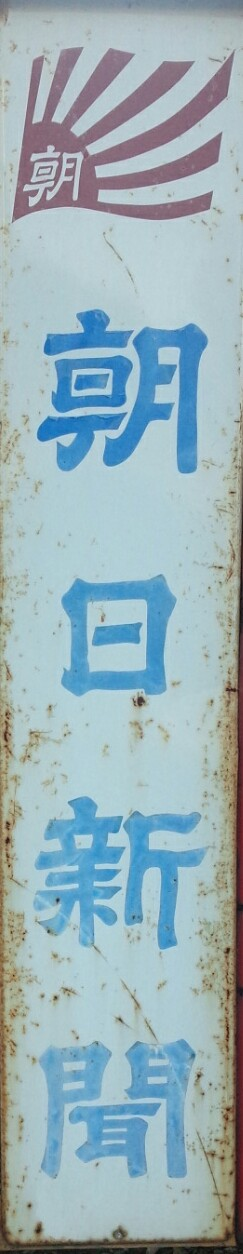
朝日新聞の看板

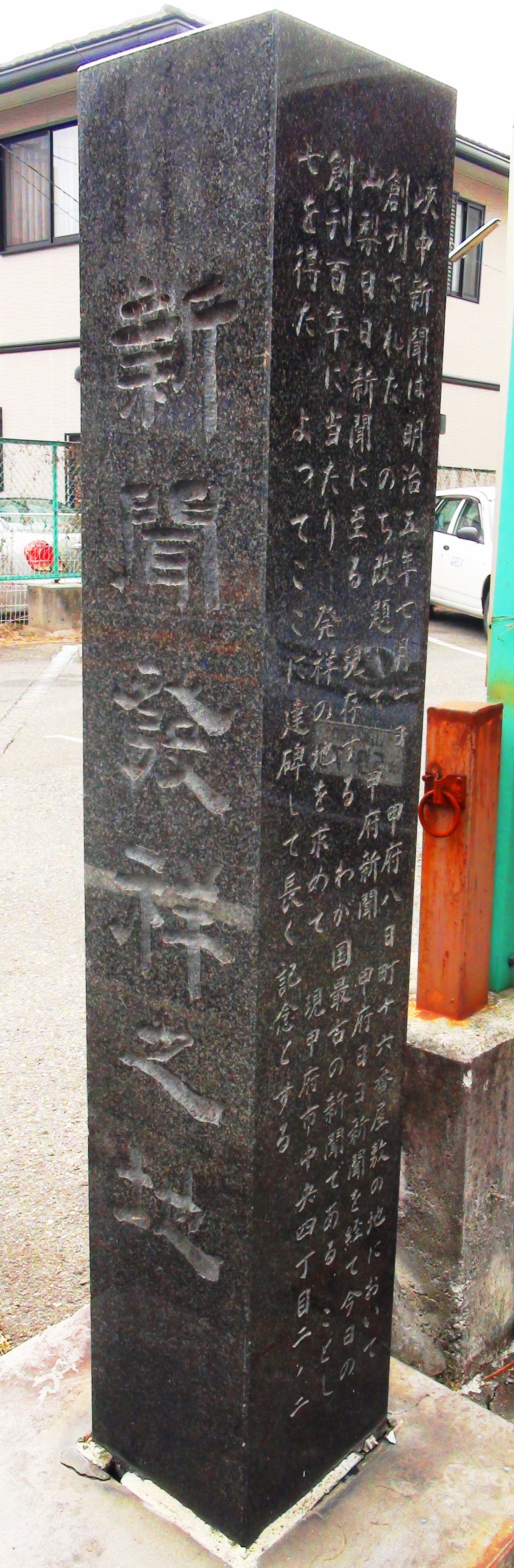
峡中新聞（現・山梨日日新聞）発祥の地の記念碑

新聞の題字では、「新」の文字の「木」の部分の横棒が一本多く「未」となっている「新」の本字（ / 𣂺）がしばしば使われる。1954年（昭和29年）の時点では、日本新聞協会加盟社で題字に「新聞」とある60社のうち27社（45%）がこの字体を使用していたが、その後次第に減っていき、毎日新聞は1978年（昭和53年）1月1日から、中国新聞は1991年（平成3年）から翌年までの間に、北海道新聞は2001年（平成13年）から翌年までの間に、それぞれ題字を通常の「新」に改めている。2021年現在、題字にこの字体「」（𣂺）を使用している協会加盟社の新聞は朝日新聞、山梨日日新聞、福井新聞、伊勢新聞、神戸新聞、日本海新聞、四国新聞、南海日日新聞、南日本新聞の9紙。

## 一般紙
一般紙には、国内全域で販売される全国紙、複数の都道府県を対象にしたブロック紙、一つの県単位で発行される地域密着の地方紙がある。
販売方法としては、各地域の新聞販売店からの宅配による月極め販売と、鉄道駅売店、コンビニエンスストアなどでの一部ごとの販売が行われ、朝刊と夕刊が発行される場合が多い。一般に朝・夕刊の1日2回発行する新聞を「セット版」、どちらかのみ（全国紙、一部地方紙など一般には朝刊のみを指す）を発行するものを「統合版」という。『大分合同新聞』のような朝夕刊連続紙も存在し、同紙では夕刊が配達されない地域は発行翌日の朝刊と一緒に配達するシステムをとっている。ただ、近年は朝刊だけを購読する家庭が増えてきており（「セット割れ」）、『産経新聞』（東京本社）のように夕刊を廃止した社もある。
全国紙では、欧米などの主要な国に紙面が伝送されて、現地で国際版が印刷されており、一部主要都市の書店やホテルなどで販売されている。
地方新聞の題字（1面）は、その地域の名産品、気候、文化、観光名所などをデザインにあしらったものもある。
1日のページ数は朝刊が20ページから多いものでも40ページ近く、夕刊は8ページから20ページ近くであり、ページ数は一般に広告の量に左右される。ただし、大型選挙（参議院、衆議院の国政選挙、あるいは統一地方選挙）の開催翌日や年末（12月29日-12月31日）の朝刊は特別紙面体制の関係で16-20ページに縮小（夕刊は年末年始=12月29日から1月3日と日曜・祝日は専売紙の一部を除いて休刊）。また年始には特別に増ページされることが多い。
2007年12月（毎日）、2008年3月（朝日・読売）と、紙面の活字が大きくなった。2014年には、従来の15段から12段組みへの移行も、さらに活発化した。
内容としては政治・経済・社会的なニュースだけでなく、テレビ・ラジオの番組表（通称ラテ欄）、天気予報、読者投稿欄や囲碁、将棋欄などの家庭一般向け記事が掲載される。自社の論説委員が書いた社説を掲載して、その新聞社の見解や意見を社会に示すこともある。また一面の下部にコラムが掲載され、社会常識の問題として入学試験に引用されたりする。日本政府から政府広報として日本国民に周知する事柄が広告として掲載されることもある。
一般紙については宅配制度などによって新聞普及率が高く、テレビやラジオ、電車内や駅構内など各種メディアへの広告（コマーシャル）や、新聞社が通話料を負担するフリーダイヤルによる購読申し込み窓口の設置、新聞販売店や「拡張員」と呼ばれる外部セールスマンによる訪問販売などにより、営業活動を行っている。販売員の恫喝や不退去などの強引な訪問販売が常態化していることから「新聞はインテリがつくってヤクザが売る」と揶揄される。現在、身分証を交付される「新聞セールスマン」の制度が存在する。
宅配される新聞には折り込みチラシが挟まれることも多い。また雨天時などには、防水材料による袋に収められて配達されることもある。

### 新聞社発表の発行部数上位50紙
夕刊紙を含む日刊紙のみを記載している。スポーツ紙、専門紙、機関紙は除く。データの出処・時期は統一されておらず、販売部数として公表された数値を含み、集計方法によりシェアは変動する。
| 日本の新聞の発行部数 | 日本の新聞の発行部数                        | 日本の新聞の発行部数 | 日本の新聞の発行部数 | 日本の新聞の発行部数                                                       |
| 順位                 | 紙名                                        | 発行部数             | 発行部数             | 発行所                                                                     |
| 順位                 | 紙名                                        | 朝刊                 | 夕刊                 | 発行所                                                                     |
| -------------------- | ------------------------------------------- | -------------------- | -------------------- | -------------------------------------------------------------------------- |
| 1                    | 読売新聞                                    | 約573.6万部          | 約142.0万部          | 株式会社読売新聞東京本社 株式会社読売新聞大阪本社 株式会社読売新聞西部本社 |
| ２                   | 朝日新聞                                    | 約329.9万部          | 約92.8万部           | 株式会社朝日新聞社                                                         |
| ３                   | 中日新聞                                    | 約167.1万部          | 約20.3万部           | 株式会社中日新聞社                                                         |
| ４                   | 日本経済新聞                                | 約132.6万部          | 約48.7万部           | 株式会社日本経済新聞社                                                     |
| ５                   | 毎日新聞                                    | 約130.6万部          | 約42.0万部           | 株式会社毎日新聞社                                                         |
| ６                   | 産経新聞                                    | 約81.8万部           | 約21.0万部           | 株式会社産業経済新聞社                                                     |
| ７                   | 北海道新聞                                  | 約73.7万部           | 約73.7万部           | 株式会社北海道新聞社                                                       |
| ８                   | 静岡新聞                                    | 約46.6万部           | 約46.6万部           | 株式会社静岡新聞社                                                         |
| ９                   | 中国新聞                                    | 約45.3万部           | 約45.3万部           | 株式会社中国新聞社                                                         |
| 10                   | 神戸新聞                                    | 約33.5万部           | 約8.9万部            | 株式会社神戸新聞社                                                         |
| 11                   | 東京新聞                                    | 約34.9万部           | 約5.4万部            | 株式会社中日新聞社（東京本社）                                             |
| 12                   | 河北新報                                    | 約35.1万部           | 約3.0万部            | 株式会社河北新報社                                                         |
| 13                   | 西日本新聞                                  | 約34.2万部           | 約3.6万部            | 株式会社西日本新聞社                                                       |
| 14                   | 信濃毎日新聞                                | 約36.7万部           | 約36.7万部           | 株式会社信濃毎日新聞社                                                     |
| 15                   | 京都新聞                                    | 約29.2万部           | 約7.2万部            | 株式会社京都新聞社                                                         |
| 16                   | 新潟日報                                    | 約33.0万部           | 約33.0万部           | 株式会社新潟日報社                                                         |
| 17                   | 北國新聞                                    | 約28.5万部           | 約3.0万部            | 株式会社北國新聞社                                                         |
| 18                   | 山陽新聞                                    | 約25.7万部           | 約25.7万部           | 株式会社山陽新聞社                                                         |
| 19                   | 下野新聞                                    | 約25.4万部           | 約25.4万部           | 株式会社下野新聞社                                                         |
| 20                   | 上毛新聞                                    | 約22.9万部           | 約22.9万部           | 株式会社上毛新聞社                                                         |
| 21                   | 南日本新聞                                  | 約22.4万部           | 約22.4万部           | 株式会社南日本新聞社                                                       |
| 22                   | 熊本日日新聞                                | 約20.1万部           | 約20.1万部           | 株式会社熊本日日新聞社                                                     |
| 23                   | 福島民報                                    | 約20.0万部           | 約20.0万部           | 株式会社福島民報社                                                         |
| 24                   | 北日本新聞                                  | 約19.2万部           | 約19.2万部           | 株式会社北日本新聞社                                                       |
| 25                   | 東奥日報                                    | 約18.0万部           | 約18.0万部           | 株式会社東奥日報社                                                         |
| 26                   | 秋田魁新報                                  | 約18.0万部           | 約18.0万部           | 株式会社秋田魁新報社                                                       |
| 27                   | 山形新聞                                    | 約17.0万部           | 約17.0万部           | 株式会社山形新聞社                                                         |
| 28                   | 岩手日報                                    | 約16.4万部           | 約16.4万部           | 株式会社岩手日報社                                                         |
| 29                   | 愛媛新聞                                    | 約16.0万部           | 約16.0万部           | 株式会社愛媛新聞社                                                         |
| 30                   | 長崎新聞                                    | 約15.8万部           | 約15.8万部           | 株式会社長崎新聞社                                                         |
| 31                   | 徳島新聞                                    | 約15.8万部           | 約15.8万部           | 株式会社徳島新聞社                                                         |
| 32                   | 山梨日日新聞                                | 約15.8万部           | 約15.8万部           | 株式会社山梨日日新聞社                                                     |
| 33                   | 山陰中央新報                                | 約15.3万部           | 約15.3万部           | 株式会社山陰中央新報社                                                     |
| 34                   | 福井新聞                                    | 約14.9万部           | 約14.9万部           | 株式会社福井新聞社                                                         |
| 35                   | 四国新聞                                    | 約14.3万部           | 約14.3万部           | 株式会社四国新聞社                                                         |
| 36                   | 宮崎日日新聞                                | 約14.0万部           | 約14.0万部           | 株式会社宮崎日日新聞社                                                     |
| 37                   | 福島民友新聞                                | 約13.8万部           | 約13.8万部           | 株式会社福島民友新聞社                                                     |
| 38                   | 大分合同新聞                                | 約13.4万部           | 約13.4万部           | 株式会社大分合同新聞社                                                     |
| 39                   | 日本海新聞                                  | 約13.2万部           | 約13.2万部           | 株式会社新日本海新聞社                                                     |
| 40                   | 高知新聞                                    | 約13.0万部           | 約13.0万部           | 株式会社高知新聞社                                                         |
| 41                   | 神奈川新聞                                  | 約12.6万部           | 約12.6万部           | 株式会社神奈川新聞社                                                       |
| 42                   | 沖縄タイムス                                | 約12.6万部           | 約12.6万部           | 株式会社沖縄タイムス社                                                     |
| 43                   | 琉球新報                                    | 約12.4万部           | 約12.4万部           | 株式会社琉球新報社                                                         |
| 44                   | 佐賀新聞                                    | 約11.7万部           | 約11.7万部           | 株式会社佐賀新聞社                                                         |
| 45                   | 千葉日報                                    | 約11.6万部           | 約11.6万部           | 株式会社千葉日報社                                                         |
| 46                   | 茨城新聞                                    | 約11.5万部           | 約11.5万部           | 株式会社茨城新聞社                                                         |
| 47                   | 岐阜新聞                                    | 約11.3万部           | 約11.3万部           | 株式会社岐阜新聞社                                                         |
| 48                   | 伊勢新聞                                    | 約10.0万部           | 約10.0万部           | 株式会社伊勢新聞社                                                         |
| 49                   | 奈良新聞                                    | 約9.2万部            | 約9.2万部            | 株式会社奈良新聞社                                                         |
| 50                   | デーリー東北                                | 約8.3万部            | 約8.3万部            | 株式会社デーリー東北新聞社                                                 |
| ―                    | 北陸中日新聞                                | 約6.6万部            | 約6.6万部            | 株式会社中日新聞社北陸本社                                                 |
| ―                    | 日刊県民福井                                | 約3.1万部            | 約3.1万部            | 株式会社中日新聞社福井支社                                                 |
| （参考）             | 中日新聞 東京新聞 北陸中日新聞 日刊県民福井 | 約211.7万部          | 約25.7万部           | 株式会社中日新聞社                                                         |

日本の各新聞の発行・販売部数の出処には、発行元の自主公表のほか、日本ABC協会による「ABC部数」がある。ABC部数にも、発行元の自己申告値をそのまま扱う「発行社レポート」と、協会の直接調査による「公査レポート」の2種類がある。上記表の数値の多くは発行元の自己申告値であるが、自己申告値の信憑性には疑念もある。
発行部数は広告獲得の指標とされる。一方で、販売店に必要以上の新聞を卸すことで発行部数を水増しする「押し紙」も、遅くとも1930年代から依然として問題とされる。押し紙についての詳細は「新聞販売店#ノルマ達成と押し紙」の項目を参照のこと。
日本新聞協会がまとめる協会加盟日刊紙の発行部数調査（朝夕刊セットを1部とする）では、2024年10月時点の総発行部数は26,616,578部となっており、1997年以来およそ半減となる漸減傾向にある。内訳としては一般紙24,938,756部（92紙）、スポーツ紙1,677,822部（14紙）となっている。

### 一般的な記事構成
（経済中心型の日経新聞以外の多くの全国紙・地方・ブロック紙の朝刊を例に挙げる）
- 1 - 4頁　総合（1頁はその日の注目記事・目次・発行区域内における当日の3時間ごとの天気予報・その他、2-4頁は政治）
- 5・6頁　全面広告
- 7・9頁　経済
- 8頁　全面広告
- 10・11頁　国際
- 12・13頁　金融（東京証券取引所第1・2部（現プライム、スタンダード、グロース）、国際部、ジャスダック証券取引所、その他の金融市場前日終値 等）
- 14・15頁　オピニオン（読者投稿、有識者評論）
- 16頁　全面広告
- 17頁　テレビ・ラジオ番組解説
- 18頁　ラジオ・一部衛星放送番組表（独立系BS・CS）（第2テレビ・ラジオ面とも）
- 19 - 22頁　全面広告
- 23・24、27 - 29頁　スポーツ
- 25・26頁　全面広告
- 30・31頁　地方版
- 32頁　全面広告
- 33・35頁　生活
- 34頁　全面広告
- 36頁　文化
- 37 - 39頁　社会（39頁には天気予報も）
- 40頁　テレビ番組表（地上波・NHKと民放キー系BS）

※全面広告では、新聞社広告局が制作した広告特集扱いの記事もある。

## 夕刊紙、スポーツ紙
夕刊紙と呼ばれる新聞は、主に退勤時のサラリーマンなどに向けて、夕刊のみ駅売店やコンビニエンスストアなどで販売されるもので、野球などのスポーツや芸能（テレビ・ラジオ・タレント・マスメディアの情報）、歓楽街の情報などに紙面スペースが割かれ、一般紙よりも娯楽性の強い紙面内容となっている。一般紙の半分のサイズであるタブロイド判のものが多い。また、一般に「夕刊紙」と認知されているものであっても、狭義の「新聞」には分類されず、「夕刊誌」（雑誌扱い）の場合もある。この場合、新聞社の組織する記者クラブには加盟できない。新聞の性格上、女性を意識した紙面づくりにはなっていない。また、スポーツ記事も主力購買層のサラリーマンが好むとされる野球やゴルフ、競馬の記事は充実しているが、若いファンの多いサッカーの記事はそれほど多くない。なお、夕刊紙は事あるごとに「サラリーマンの味方」である事をしきりに強調するが、収入やある程度の身分保障の面などで、大手夕刊紙の正社員と中小企業や派遣会社のサラリーマンとでは格差がある。夕刊紙においては、売店等のスタンドでよく目立つように煽動的な見出しに重きが置かれている。『東京スポーツ』はその事が「東スポは日付以外は合ってない」「日付以外は全て誤報」（浅草キッド談）などとして、「飛ばしの東スポ」の異名と共に、逆に熱烈な読者を獲得するに至った。
なお、『株式新聞』『日本証券新聞』といった証券専門紙も、その日の株式市場終了後に夕刊として首都圏のキヨスクなどで販売されている。その日の相場を知る速報版として存在感を発揮している。
スポーツ紙（スポーツ新聞）も、基本的に朝刊のみであること以外、内容的には夕刊紙とほぼ同一である（過去には『デイリースポーツ・東京』、『スポーツニッポン・大阪』のみ駅売り用夕刊があったが、現在スポーツ新聞の夕刊は専売の東京スポーツのみとなり、大手朝刊紙の夕刊はなくなった）。ただ、新聞店からの月極め宅配があり（宅配版は生徒児童が家庭にいることを考慮して歓楽街の情報ページなどのアダルト記事がテレビ欄に差し変わる）、タブロイド判ではなく、一般紙と同じ紙面サイズ（ブランケット判）であることが夕刊紙と異なる。多くが一般紙の傘下、もしくは資本関係下にある。ただし、『サンケイスポーツ』と『夕刊フジ』は『産経新聞』の、『中日スポーツ』と『東京中日スポーツ』は『中日新聞』の、それぞれ直轄である。
社会面もあるが、一般紙とは違い、スタンドで選ばれるための扇動的な見出しが見受けられる。人によっては、通勤時にスポーツ紙でスポーツ以外の社会のことも知ろうとしているが、デーブ・スペクターはこの光景を「日本のサラリーマンはスポーツ紙ですべてのことを知ろうとするから、世の中のことに関して浅はかになる。スポーツ紙の政治記事なんておまけみたいなものなのに」云々と批判している。

## 特定分野の専門紙・業界紙
特定分野を対象とする専門紙には、特定分野についての動向の報道に重点を置いた『日本証券新聞』『株式新聞』『産業新聞』（発行は、ほぼ週末を除く平日）や、更に限定された業界向けに業務上必要な情報提供を行う「業界紙」（『日本屋根経済新聞』『日本事務機新聞』等）がある。発行は週1〜2回から、月1〜2回刊の場合が多いが『日本農業新聞』のような日刊紙も存在する。
詳細は専門紙を参照
競馬・競輪・競艇・オートレースといった公営競技の開催に合わせて、専門情報を提供する予想紙などもこれにあたる。

## 新聞が社会に与える影響

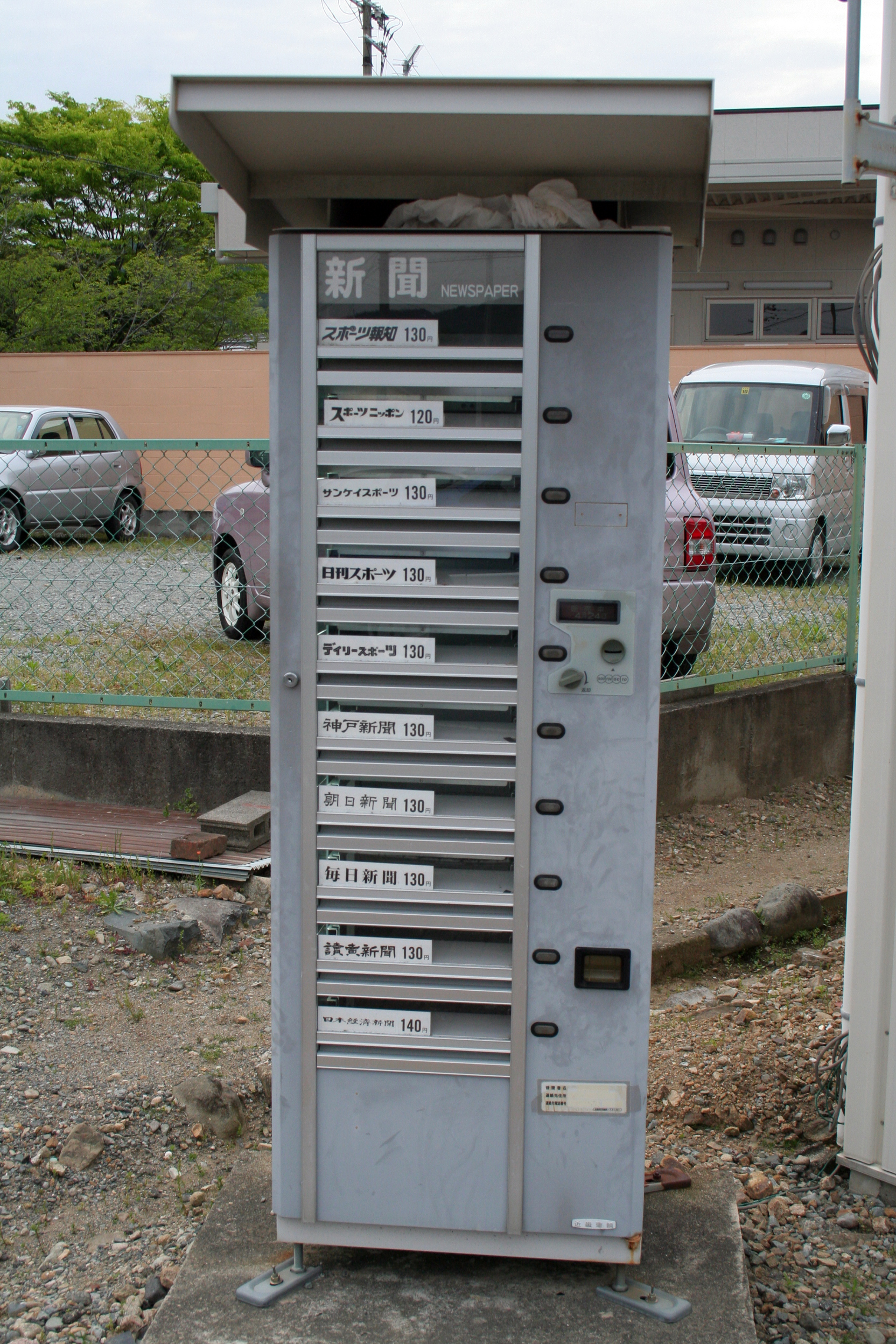
新聞の自動販売機

日本は新聞が最も読まれている国のひとつである。その結果、世論の形成に新聞が大きな影響を及ぼすことが多いとされ、ミトロヒン文書でも新聞を熱心に読む国民性を指摘し、新聞を利用した世論工作の重要性を説いている。
全国紙などでは配達される地域によって印刷される時間が異なるため、突発的な出来事、特ダネもしくは続報などが入った場合、同じ日によっても違う内容になる場合がある。このため、特別に大きな出来事が発生した場合には、速報のため号外を発行して、新聞社に近い繁華街や駅前などの街頭で配ることがあるが、多様なメディアの発達した近年では、新聞に速報性が期待されることは少なくなったため、専らPR活動の一環として都市部のみで行われている。
全国紙・地方紙を問わず、日本の新聞社は各種団体、公的機関ごとに「記者クラブ」という組織を作る慣習がある。新聞社は記者クラブ制度によって、それらのニュースソースを独占的に囲い込み、構成員以外の情報へのアクセスを排除することから、社会の公器として国民の「知る権利」の代弁者を自認する新聞社自身が、国民の「知る権利」を阻害しているのではないか、と批判されることがある。岩瀬達哉によると、『読売』、『朝日』、『毎日』の三大紙における発表記事の割合は50%を超えていて、これに周辺取材や番記者の記事などのリーク情報を加えると約67%近くに及ぶ、一方で独自取材記事は14%程度とかなり少ない（1996年当時）。これは欧米など諸外国の新聞と比べても異常な水準であると言われており、一部メディアからは官報と変わらないとまで批判される所以でもある。
さらに、ニュースソースの側からは適時「エサ」を与えることで「記者クラブ」を飼いならすことが可能になり、情報を自らの都合の良いようにコントロールする余地が生まれる、との指摘もある。実際、「発表モノ」と呼ばれる記事は、「○日○時○分より公表可」という条件の下に、あらかじめ発表以前から記者クラブ加盟各社に手渡されていることが多い。「発表モノ」に頼る記者はニュースソースとの馴れ合い関係を生じやすく、真に社会が必要とする情報を掘り起こす力を失い、独自性のない横並びの記事を生む温床となってゆく。
日本の新聞が各社とも、取材対象との緊張関係をあまり持たず、ほとんど変わらない記事を掲載しているのは、良かれ悪しかれ「記者クラブ」制度に負う所が大きい。近年の鎌倉市、長野県による記者クラブ改革は、このような閉鎖的状況に一石を投じた。
また、ラジオ、テレビ、インターネット等競合するメディアが展開され、購読者数の減少が危惧される中、テレビ等で紙面を放映し文章をそのまま読み上げるという形式で文責を新聞側で担うことで、「間接的」に他局の意見・主張を批評でき、世論形成に少なからず影響を与え、その存在意義を再認識する場面が認められる。朝の情報番組にはよく使われ、夕刊や日曜日では使われない。
日本国内で新聞が発行されて間もない頃は、東京や大阪など大都市圏とその周辺しか販売地域が無く、地方では新聞はとても珍しいものだった。そのため地方へ行く者や地方から来た者の中には、新聞を東京の土産品として持ち帰る人達が大勢いたという（朝野新聞・1875年3月31日号の記事から）。
また、新聞配達は、一部業務を新聞奨学生に頼っているが、これについては一部販売店で労働基準法に抵触する疑いのある罰則が存在しており、「奴隷と同じ」という批判すらあるが、新聞社はこの問題を積極的に取り上げることは一切ないとされる。

## 小説
小説の発表の場としての役割もあり、連載された小説は「新聞小説」といわれる。大抵挿絵が載っているのが特徴である。挿絵は連載終了後、作品が単行本その他に刊行されるときに収められないことがある。連載された小説を切り取って綴じることで一冊の本にすることも可能であり、書籍の購入が出来ない人にも小説を読む楽しみを与えた。夏目漱石などの小説は最初、新聞に発表された。熱心なファンもおり、『毎日新聞』に連載された山田智彦の『蒙古襲来』は、著者のもとに「朝一度読み、夕刻もう一度読む。とても楽しいので10年でもやって欲しい」というファンレターが届いたこともある。また、宮城谷昌光が神戸新聞などに連載していた『孟嘗君』は、阪神・淡路大震災の時に新聞休刊により連載が一旦途絶したが、人気のために新聞復刊後、中断分を10回、2面を使って掲載している。近年は渡辺淳一『愛の流刑地』（『日本経済新聞』連載）・『あじさい日記』（『産経新聞』連載）などが話題となった。
作者としても体力の要る仕事であり、藤沢周平は「自分の新聞小説の数が少ないのは主として体力不足が原因」「ふしぎなおもしろい発表舞台」と述べている。
以下に現在連載されているものも含め、主要な新聞連載小説を記述する。
- 読売新聞 - 池井戸潤『花咲舞が黙ってない』（2016年1月現在）

（土曜朝刊のみ）中沢新一『無人島のミミ』（挿絵：吉田戦車）→桐野夏生『優しいおとな』（挿絵：スカイエマ）（2009年2月7日〜）
詳しくは読売新聞の連載小説参照。
- 朝日新聞 - 夢枕獏『宿神』→島田雅彦『徒然王子』（2008年1月20日〜2009年2月18日） 2014年1月4日から今野敏『精鋭』

詳しくは朝日新聞の連載小説参照。
- 毎日新聞 - 宮部みゆき『英雄の書』

詳しくは毎日新聞の連載小説参照。
- 日本経済新聞

（朝刊）渡辺淳一『愛の流刑地』→堺屋太一『世界を創った男――チンギス・ハン』→北方謙三『望郷の道』→髙樹のぶ子『甘苦上海』（挿絵：佐藤泰生）（〜2009年10月31日）→辻原登『韃靼の馬』（挿絵：宇野亜喜良）（現在連載中）
（夕刊）内田康夫『地の日 天の海』→篠田節子『薄暮』→山本一力『おたふく』（挿絵：原田維夫）（現在連載中）
詳しくは日本経済新聞の連載小説参照。
- 産経新聞 - 幸田真音『舶来屋』（挿絵：元田敬三）→なかにし礼『世界は俺が回してる』→堺屋太一『三人の二代目』、八木荘司『青春の大和』

一時期、山本と八木の小説を同時に連載していた他、不定期に福田みどり『司馬さんは夢の中』も掲載。
堺屋の『三人の二代目』は、『神奈川新聞』、『信濃毎日新聞』、『北國新聞』、『富山新聞』、『京都新聞』、『神戸新聞』、『日本海新聞』など一部地方紙でも掲載。大阪府では『産経』と『大阪日日新聞』で重複掲載されている。
詳しくは産経新聞の連載小説参照。
- 中日新聞・東京新聞・北海道新聞・西日本新聞 - 宮城谷昌光『新三河物語』（挿絵村上豊、2008年8月末連載終了）→五木寛之『親鸞』（2008年9月1日〜2009年8月、挿絵：山口晃）→池澤夏樹『氷山の南』（2009年9月〜、挿絵：影山徹）

五木の『親鸞』は、その他地方紙でも掲載。
東京新聞夕刊は近代文学作品を掲載。
池澤の『氷山の南』は、『中国新聞』にも掲載。

## 一コマ漫画
政治面には、政治社会を風刺した内容の一コマ漫画が掲載されることが多い。

## 4コマ漫画
日本では、社会面の隅に4コマ漫画を掲載するのが慣例になっている。地方紙では、同じ作品を何紙かで共有している場合もある。時事ネタを中心とした作品が多く、『サザエさん』『まっぴら君』『サンワリ君』など、当時の世相を知る上で重要な作品も多く輩出されている。

### 主要紙の系譜
読売
- 朝刊

『轟先生』（秋好馨・夕刊から移籍）→『おトラさん』（西川辰美・秋好が病気療養休載中に連載）→『轟先生』（秋好馨）→『OH!!ミスター』（福地泡介）→『あっぱれサン』（秋竜山）→『コボちゃん』（植田まさし）
- 夕刊

『轟先生』（秋好馨）→『グンナイ君』（荻原賢次）→『リツル・ペドロ』（ウィリアム・デ・ラ・トレ）→『ミーコちゃん』（塩田英二郎）→『ハルコちゃん』（矢崎武子）→『今日も元気で』（柳原良平）→『サンワリ君』（鈴木義司）→『ドッポたち』（小泉吉宏）・『オフィス ケン太』（唐沢なをき）
『ドッポたち』は毎週土曜日のKODOMO新聞欄のみの連載。
朝日
- 朝刊

『フクちゃん』（横山隆一・戦前期に連載され、改題が多い）→『ブロンディ（Blondie）』（チックヤング（en:Chic Young））→『サザエさん』（長谷川町子・夕刊から移籍）→『フジ三太郎』（サトウサンペイ・夕刊から移籍）→『ののちゃん』（いしいひさいち・連載当初の題名は『となりの山田くん』）
- 夕刊

『サザエさん』（長谷川町子）→『クリちゃん』（根本進）→『フジ三太郎』（サトウサンペイ）→『ペエスケ』（園山俊二）→『サミット学園』（No-rio=山井教雄）→『ワガハイ』（砂川しげひさ・連載当初の題名は『Mr.ボォ』）→『地球防衛家のヒトビト』（しりあがり寿）
毎日
- 朝刊

『ペ子ちゃん』（横山隆一）→『デンスケ』（横山隆一）→『フクちゃん』（横山隆一）→『アサッテ君』（東海林さだお）→『桜田です!』（いしかわじゅん）
- 夕刊

『プーサン』（横山泰三）→『まっぴら君』（加藤芳郎）→『ウチの場合は』（森下裕美）
日本経済
- 夕刊

『ほいきた君』（佐川美代太郎）→『バクさん』（馬場のぼる）→『ゲンペーくん』（はらたいら）→『ドーモ君』（福地泡介）
1995年以降は連載が行われていない。
産経
- 朝刊

『サラリ君』（西村宗、2010年3月31日に終了）、『ひなちゃんの日常』（南ひろこ）
『スヌーピー』も連載（東京本社版は文化面、大阪本社版はBS・ラジオ面）。
- 夕刊

『カボスさん』（堀田かつひこ）→『バイトくん』（いしいひさいち）
北海道・中日（東京）・西日本（ブロック紙3社連合）
- 朝刊

『ろくさん天国』（馬場のぼる）→『ほのぼの君』（佃公彦・連載当初の題名は『ちびっこ紳士』）→『ちびまる子ちゃん』（さくらももこ）→ 『おーい 栗之助』（森栗丸）→『ねえ、ぴよちゃん』（青沼貴子）
- 夕刊

『クラリさん』（荻原賢次）→『ブロー君』（福地泡介）→『カンパチくん』（西沢周平）→『ドーモくん』（針すなお）→『タンポポちゃん』（おだ辰夫）→『ただのベンちゃん』（出光永）→『セロりん』（はらたいら）→『ターラくん』（多々良圭）→『ユーヤケこや家』（草原タカオ）→『ポカちゃん』（浜坂高一朗）→『ももこさん』（ふなびきかずこ）→『ウチのげんき予報』（新田朋子）
北海道新聞は2023年9月をもって夕刊を休刊。中日（東京）新聞・西日本新聞は2024年1月以降、4コマ漫画の掲載を休止している。

## 短歌、俳句
読者から投稿された短歌、俳句が選び出され、毎週1回、入選作品が紙面に掲載される。
- 読売新聞 - 歌壇（選者は岡野弘彦、小池光、栗木京子、俵万智）、俳壇（選者は矢島渚男、宇多喜代子、正木ゆう子、小澤實）
- 朝日新聞 - 歌壇（選者は永田和宏、馬場あき子、佐佐木幸綱、高野公彦）、俳壇（選者は稲畑汀子、金子兜太、長谷川櫂、大串章）
- 毎日新聞 - 歌壇（選者は篠弘、伊藤一彦、米川千嘉子、加藤治郎）、俳壇（選者は西村和子、大峯あきら、鷹羽狩行、小川軽舟）
- 日経新聞 - 歌壇（選者は岡井隆、穂村弘）、俳壇（選者は黒田杏子、茨木和生）
- 産経新聞 - 歌壇（選者は伊藤一彦、小島ゆかり）、俳壇（選者は宮坂静生、寺井谷子、星野高士）
- 中日新聞 - 歌壇（選者は島田修三、小島ゆかり）、俳壇（選者は栗田やすし、長谷川久々子）

## 囲碁・将棋
観戦記者による観戦記が連載される。
囲碁棋士や将棋棋士は明治維新以降、幕府からの禄が途絶え困窮していたが、新聞社が棋戦を開催し紙面に棋譜を掲載することで対局料が得られるようになった。

### 将棋
- 読売新聞 - 竜王戦
- 朝日新聞・毎日新聞 - 名人戦
- 北海道新聞・中日新聞・東京新聞・西日本新聞・神戸新聞・徳島新聞 - 王位戦・女流王位戦
- 日本経済新聞 - 王座戦
- 共同通信社と契約する各社 - 棋王戦
- スポーツニッポン - 王将戦
- 産経新聞 - 棋聖戦
- しんぶん赤旗 - 新人王戦
- 週刊将棋 - マイナビ女子オープン
- スポーツ報知 - 女流名人戦
- 山陽新聞 - 大山名人杯倉敷藤花戦

また、朝日新聞社サイトにて朝日杯将棋オープン戦のWEB観戦記が連載されている。

### 囲碁
- 読売新聞 - 棋聖戦
- 朝日新聞 - 名人戦
- 毎日新聞 - 本因坊戦
- 新聞三社連合（北海道新聞、中日新聞、西日本新聞） - 天元戦
- 日本経済新聞 - 王座戦
- 新聞囲碁連盟（河北新報、新潟日報、信濃毎日新聞、静岡新聞、北國新聞、京都新聞、中国新聞、四国新聞、高知新聞、熊本日日新聞、南日本新聞、沖縄タイムス） - 碁聖戦
- 産経新聞 - 十段戦
- しんぶん赤旗 - 新人王戦

## 賭博・くじ
一般紙のスポーツ面、また社会面などで、公営競技で競馬の一部、宝くじでスクラッチ、ロトなど、スポーツ振興くじでtotoなどが掲載される。一部では記者や専門家による結果予想も掲載される。

## 読者からの投稿
読者からの投稿も、紙面を構成するうえで欠かすことの出来ない要素である。原稿を募集し、その一部が掲載されるが、その採否の決定は編集者によって行なわれる。たとえば朝日新聞では「声」であり、あわせて川柳、「かたえくぼ」も募集掲載される。産経新聞は「談話室」「朝晴れエッセー」「ビブリオエッセー」。読売新聞の投書欄は「気流」で、その中には長年にわたって世相を投稿者からの川柳で紹介する「よみうり時事川柳」が掲載されている。

ほかに、投稿者の顔写真を掲載した上での投稿掲載、また人生相談、健康相談その他の読者の抱える問題を解決しようとする連載、読者の日常生活の心象風景をつづったもの、視聴者による放送番組の批評なども掲載される。

## 論壇時評
総合雑誌など（インターネットをふくむこともある）、評論家、知識人、著作家などが意見、論文などを発表する言論空間を論壇として、月ごとに、ひとりの筆者が紹介、批評する。
- 朝日新聞　「論壇時評」　津田大介、林香里、宇野重規などが執筆。

## 新聞社株式の譲渡制限
非公開会社の株式譲渡制限は一般的であるが、新聞社に関しては日刊新聞紙の発行を目的とする株式会社の株式の譲渡の制限等に関する法律（昭和26年法律第282号）という特別法が制定されており、株式の譲受人を当該新聞社の事業関係者に限定し、既存の株主が事業関係者でなくなったときは他の事業関係者に譲渡しなければならない義務を課すことが認められている。

## 新聞が閲覧できる図書館など
- 国立国会図書館東京本館、東京都立中央図書館、千葉市中央図書館、国立国会図書館関西館、大阪市立中央図書館では、日本の全国紙、スポーツ紙を含む業界紙・専門紙、地方紙（ブロック紙含む）の大半を収蔵しており、近県では当日分、それ以外も2-3日程度遅れのものから、概ね1週間程度（国会図書館においては概ね8か月分[92]）のストックが用意されており、それ以前については収蔵スペースの関係上、紙面を縮刷版の書籍、ないしはマイクロフィルムやCD-ROM・DVDに収録したものを収蔵している場合が多い。
- またそれ以外の各都道府県、市区町村立の大規模図書館にも、全国紙やその都道府県・市区町村で発行する主要地方紙を収蔵し閲覧しているものも多い。